# یوسوکه هاتانو
یوسوکه هاتانو (انگلیسی: Yusuke Hatano؛ زادهٔ تاریخ ورودی نامعتبر است) آهنگساز، موسیقی‌دان، تنظیم اهل ژاپن است. وی از سال ۲۰۱۳ میلادی تاکنون مشغول فعالیت بوده‌است.